# Dan ljubezni (album, 1976)
Dan ljubezni je debitantski studijski album glasbene skupine Pepel in kri, ki je izšel leta 1976 pri založbi RTV Ljubljana. Vse skladbe so bile posnete v Studiu 14. Radia Ljubljana, razen skladbe »Naj bo baby«, ki je bila posneta v studiu Akademik.
Kasetna izdaja istega albuma (RTV Ljubljana K-242) ima drugačni vrstni red skladb, drugačno naslovnico, med skladbami pa ima tudi angleško različico pesmi »Dan ljubezni«.

## Seznam skladb (LP)
| A stran | A stran                                                       | A stran |
| Št.     | Naslov                                                        | Dolžina |
| ------- | ------------------------------------------------------------- | ------- |
| 1.      | „Dan ljubezni‟ (T. Hrušovar/D. Velkaverh/D. Žgur)             | 3:35    |
| 2.      | „Madjija‟ (T. Hrušovar/D. Trifunović/J. Privšek)              | 3:34    |
| 3.      | „Po bitki so generali vsi‟ (T. Hrušovar/D. Velkaverh/D. Žgur) | 2:50    |
| 4.      | „Ljudje pomladi‟ (T. Hrušovar/D. Velkaverh/D. Žgur)           | 3:20    |
| 5.      | „Naj bo baby‟ (T. Hrušovar/D. Velkaverh/D. Žgur)              | 3:24    |
| 6.      | „Enakonočje‟ (T. Hrušovar/D. Velkaverh/D. Žgur)               | 4:13    |

| B stran | B stran                                                                 | B stran |
| Št.     | Naslov                                                                  | Dolžina |
| ------- | ----------------------------------------------------------------------- | ------- |
| 1.      | „My lucky star (Moja srečna zvezda)‟ (T. Hrušovar/D. Velkaverh/D. Žgur) | 3:30    |
| 2.      | „Sladke noči‟ (T. Hrušovar/D. Velkaverh/D. Žgur)                        | 2:35    |
| 3.      | „Lepota ljubezni‟ (T. Hrušovar/D. Velkaverh/D. Žgur)                    | 3:52    |
| 4.      | „Koliko dni, koliko let‟ (D. Žgur/D. Velkaverh/D. Žgur)                 | 3:28    |
| 5.      | „Jeanette‟ (T. Hrušovar/D. Velkaverh/D. Žgur)                           | 3:33    |
| 6.      | „Jugoslavija‟ (T. Hrušovar/D. Velkaverh/T. Hrušovar)                    | 3:29    |

## Zasedba
- Zabavni orkester RTV Ljubljana, dirigenta: Jože Privšek in Mario Rijavec
- Milan Ferlež – slide kitara pri A1
- Tihomir Pop Asanović – klaviature pri A5 in B3
- Dragi Jelić – solo kitara pri A5
- Jernej Podboj – tenor saksofon pri B3
- Petar Ugrin – solo trobenta pri B3 in B6

## Seznam skladb (kaseta)
| A stran | A stran                                                | A stran |
| Št.     | Naslov                                                 | Dolžina |
| ------- | ------------------------------------------------------ | ------- |
| 1.      | „Dan ljubezni‟ (T. Hrušovar/D. Velkaverh/D. Žgur)      | 3:35    |
| 2.      | „Dan za dnem‟ (S. Schwartz/J. Privšek/E. Budau)        |         |
| 3.      | „Naj bo baby‟ (T. Hrušovar/D. Žgur/D. Velkaverh)       | 3:24    |
| 4.      | „Vojničko pismo‟ (D. Topić/T. Hrušovar/D. Georgievski) |         |
| 5.      | „Naj sije sonce‟ (S. Schwartz/J. Privšek/E. Budav)     |         |
| 6.      | „Naša zemlja‟ (M. Kozina/D. Žgur/M. Kozina)            |         |

| B stran | B stran                                                    | B stran |
| Št.     | Naslov                                                     | Dolžina |
| ------- | ---------------------------------------------------------- | ------- |
| 1.      | „Pepel in kri‟ (T. Hrušovar/D. Žgur/D. Velkaverh)          |         |
| 2.      | „Pod žalujkami‟ (S. Schwartz/J. Privšek/E. Budav)          |         |
| 3.      | „Pohorska brigada‟ (T. Hrušovar/D. Žgur/S. Nikolić)        |         |
| 4.      | „Enakonočje‟ (T. Hrušovar/D. Žgur/D. Velkaverh)            | 4:13    |
| 5.      | „Tvoj prvi rock'n roll‟ (T. Hrušovar/D. Žgur/D. Velkaverh) |         |
| 6.      | „A day of love‟ (T. Hrušovar/D. Žgur/D. Velkaverh)         |         |